# Arttu Takalo

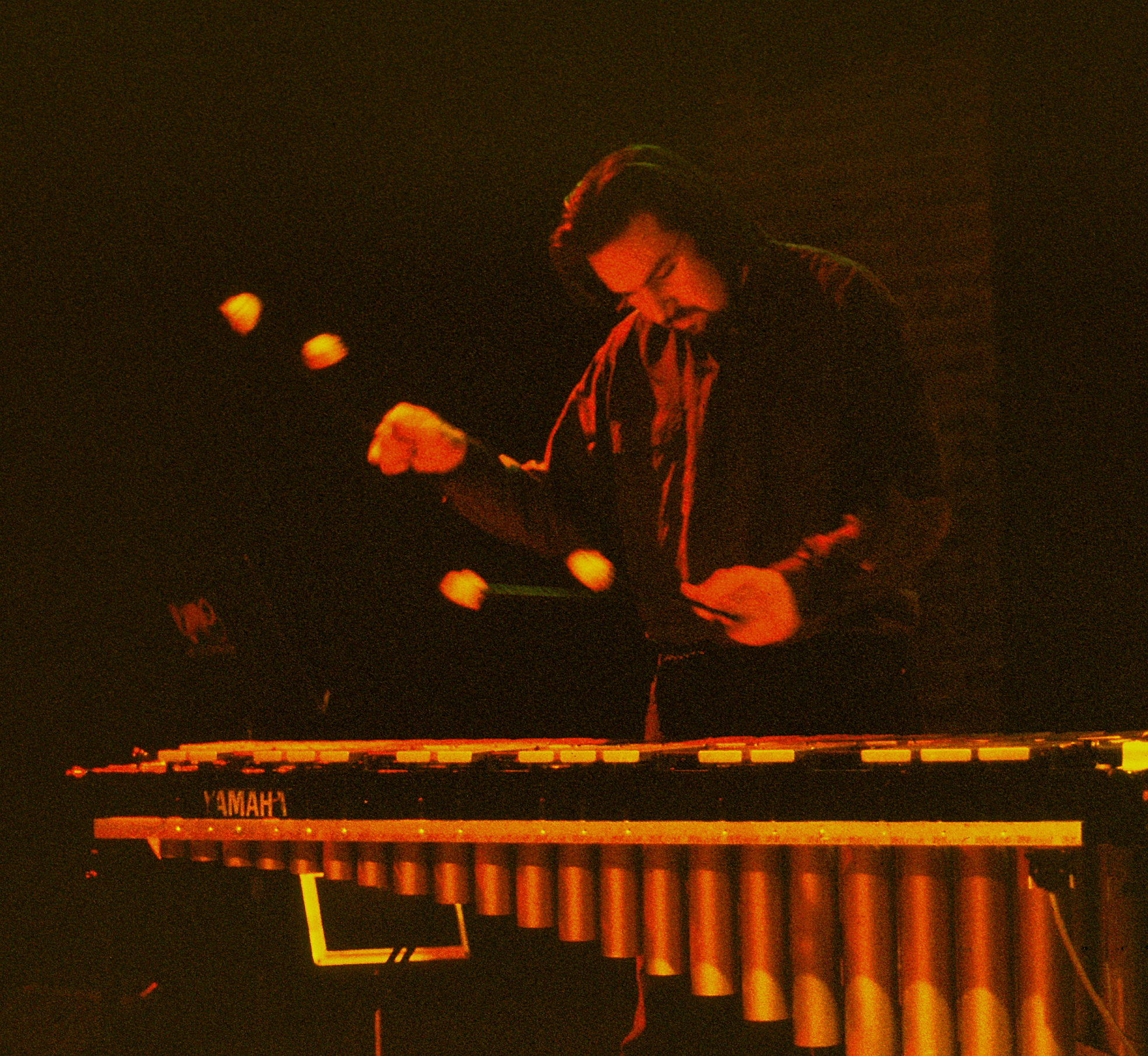
Arttu Takalo.

Arttu Takalo, född 18 september 1971 i Kouvola, är en finländsk tonsättare och vibrafonist. 
Takalo är en av Finlands mest mångsidiga musiker, som rör sig lika ledigt inom konstmusiken som jazzen och rocken. Han har komponerat för såväl symfoniorkester och kör som storband och fusionsensemblen XL (grundad tillsammans med keyboardisten Jarmo Saari 1992, upplöst 2004). Takalo är en utpräglad melodiker, som på soloskivorna When I Fall (2002) och Neverstopdreaming (2005) ger uttryck för en romantiserande estetik som stundtals närmar sig det nostalgiska. Han är även verksam som studiomusiker och arrangör. 